# Cloître des Cordeliers (Saint-Émilion)
Pour les articles homonymes, voir Cloître des Cordeliers.
Le cloître des Cordeliers se situe au cœur de la cité médiévale de Saint-Émilion, en Gironde (France). Il est l’un des sites pittoresques les plus emblématiques de la ville, avec l’église monolithe. Classé monument historique et inscrit au patrimoine mondial de l’UNESCO, le site renferme également des caves souterraines où sont élaborés des vins pétillants.

## Histoire du cloître des Cordeliers

### Les Cordeliers avant leur arrivée au cloître
On doit le nom des Cordeliers à leurs occupants originels, les Cordeliers, qui étaient des frères franciscains suivant les préceptes que François d'Assise développa en 1210. Ce nom leur fut donné par Jean de Beauffort lors de la septième croisade en raison de leurs vêtements faits d'un gros drap marron ou gris et d'une ceinture de corde.
Avant d'occuper le cloître actuel, les moines cordeliers siégeaient vraisemblablement au lieu-dit « Les Menuts », en dehors des murs de la ville. Avant l'apparition du labourage mécanique, on pouvait d'ailleurs encore trouver des vestiges de l'ancienne église des Cordeliers, sur le terrain aujourd'hui occupé par le clos des Menuts. En gascon, le terme « menut » signifie « petit » ou « détail ». C'était aussi à cette époque le surnom que l'on prêtait aux Cordeliers.

### AuXIVe: la construction du cloître
Au XIVe, de nombreuses guerres opposant les Rois de France aux Ducs d'Aquitaine semèrent le trouble dans la région. Le couvent fut notamment entièrement pillé en 1337 lors d’affrontements entre seigneurs de Guyenne et comtes d’Eu et de Guines. Vivant dans le risque permanent d'une nouvelle attaque, les Cordeliers firent la demande de s'installer à l'intérieur des murailles de Saint-Émilion. On les y autorisa en 1338, année où ils commencèrent l'édification de la chapelle intra-muros. En 1343, le pape leur accorda le droit d'implanter leur couvent en ville. Le cloître et une partie du couvent furent alors bâtis.
Par la suite, Les Cordeliers entreprirent la transformation de la chapelle en église, actuellement visible. Aujourd'hui, le reste des bâtiments antérieurs est prisonnier des murs.
En 1383, le roi d'Angleterre céda définitivement aux moines une parcelle constructible, juste à l'aplomb de leur ancien emplacement, mais du bon côté de la muraille cette fois.

### A la Révolution française: le cloître laissé à l’abandon
Quatre siècles durant, jusqu'à la révolution française de 1789, les Cordeliers ont occupé ces lieux. À cette époque, le couvent comptait une église, la cour d'entrée, un chai, un cuvier, une cave, un jardin et un corps de logis avec six chambres. La Révolution bouleversa la vie du cloître et l'ordre fut interdit. Les 284 couvents occupés par des moines Cordeliers sur l’ensemble du territoire français furent fermés. Le bâtiment devint un bien national et les occupants furent dispersés. Ce n'est qu'en 1850 que l'ordre des Cordeliers fut à nouveau autorisé mais personne ne vint réclamer le couvent de Saint-Émilion.
Le cloître fut alors laissé à l'abandon et la nature reprit ses droits. Le lierre envahit les ruelles et grimpa sur les édifices. L'endroit devint le lieu de rendez-vous des amoureux, des originaux, des romantiques ou encore des gothiques. L'écrivain Maurice Graterrole, au XIXe, décrivait l'ambiance atypique du lieu en ces mots : 
« Un silence lourd et presque effrayant pèse sur ses pieuses ruines qu'habite seul maintenant l'oiseau de nuit. À l'aspect de ces murs croulants, de ces pierres brisées et moussues, de cette végétation capricieuse et sauvage formant au-dessus du cloître un dôme presque impénétrable aux rayons du soleil, le cœur se serre peu à peu malgré lui, et on ne sait quelle mélancolique tristesse vous envahit, comme si l'on était tout à coup transporté dans cette solitude si lugubrement chantée par le prophète des Lamentations. Et cependant il y a une poésie infinie au fond de tout cela ! »

### FinXIXe: une nouvelle vie pour le cloître
À la fin du XIXe, de nouveaux propriétaires eurent l'idée d'utiliser les sous-sols et les caves souterraines pour vinifier et élaborer des vins pétillants sous le nom de MM.G.MEYNOT et Compagnie. Par la suite, les hommes se sont succédé au cloître, apportant chacun leurs idées, leur savoir-faire et puisant dans la longue histoire des Cordeliers. Aujourd'hui ils perpétuent la tradition et produisent un célèbre vin pétillant.

### Le cloître dans la culture populaire
L'existence du cloître a été rythmée au gré des périodes tantôt sanglantes, tantôt pacifiées, qui en ont fait un lieu chargé d'histoire. Il en a résulté une présence dans les arts et dans la culture à différentes époques, si bien que le cloître des Cordeliers s'est immiscé dans les imaginaires. Ainsi, en 1839, le décor du cloître fut reproduit à l'Opéra de Paris, pour le décor de Robert le Diable, de Giacomo Meyerbeer. Symbole romantique, Pierre Gaspard-Huit vint lui y tourner quelques scènes du film La mariée était trop belle avec Brigitte Bardot et Micheline Presle.

## Architecture

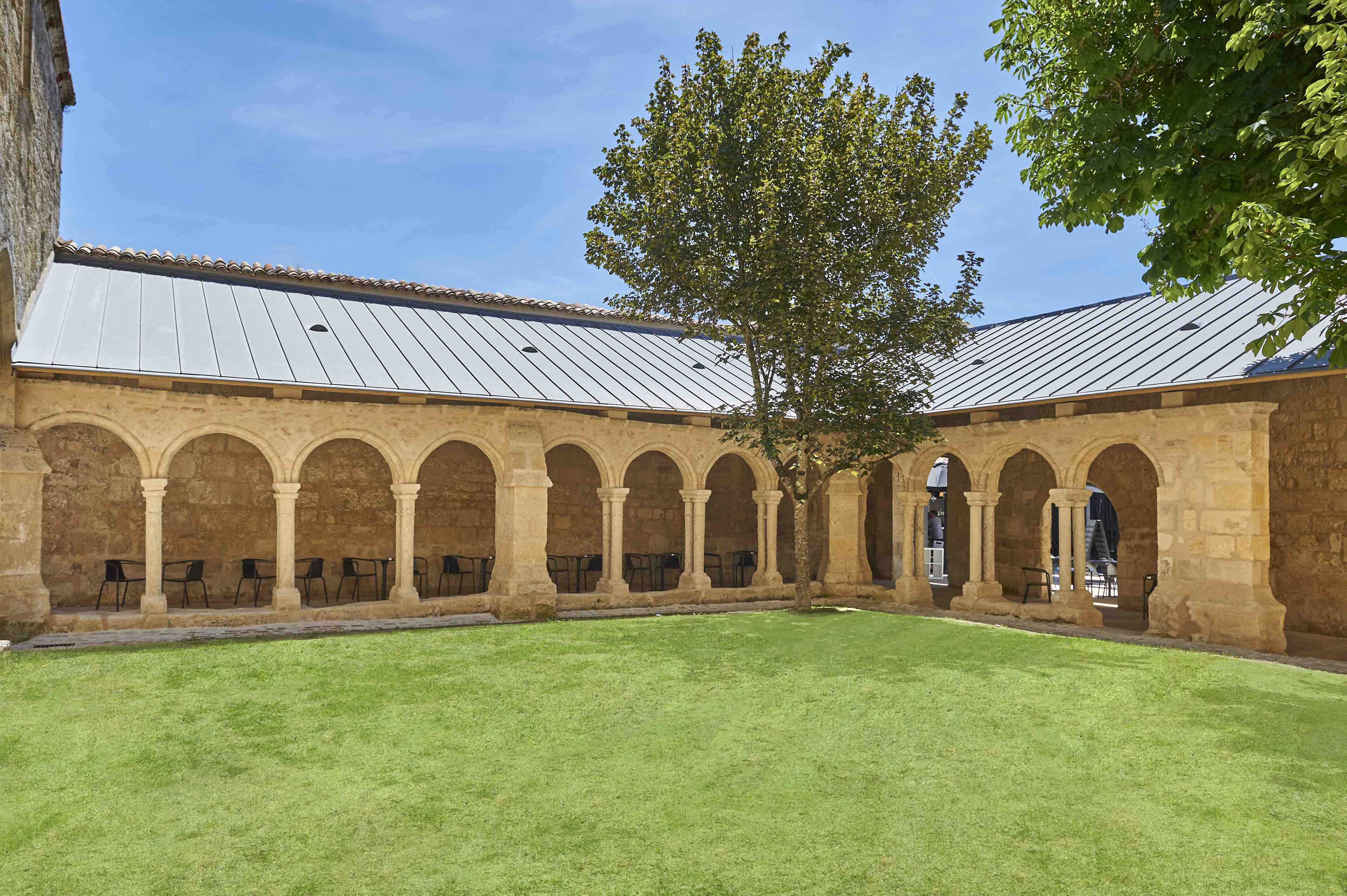
Le style architectural roman du Cloître des Cordeliers.

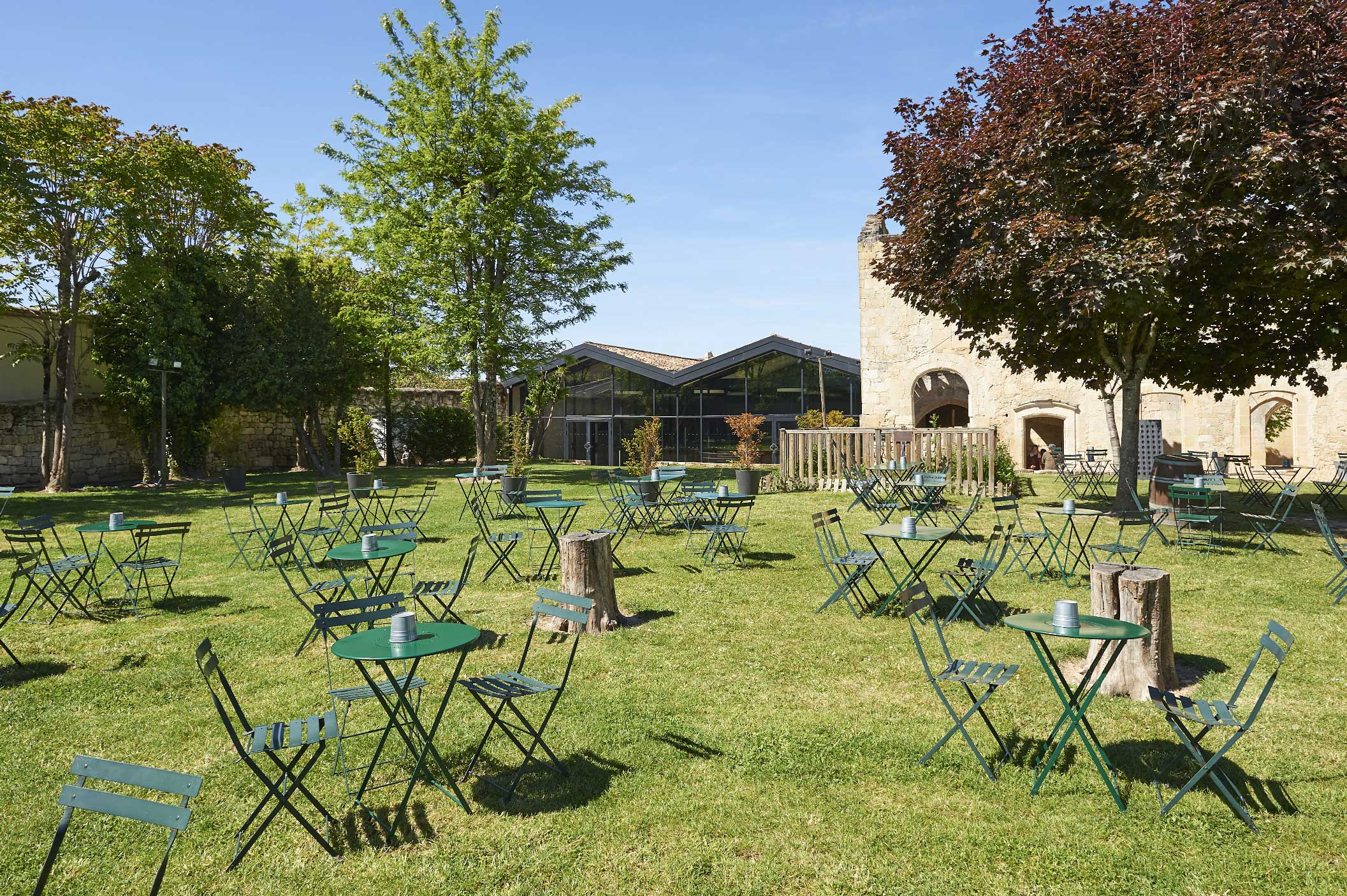
Les jardins du Cloître des Cordeliers

Le cloître a été bâti à partir de la pierre calcaire, très présente dans les sols de la juridiction de Saint-Emilion. Il est construit selon une architecture romane qui côtoie l’ancienne chapelle et l’église de style gothique. Les colonnes de l'édifice sont monolithes, c'est-à-dire taillées dans une seule pierre du socle au chapiteau. Sur les abaques sont dissimulés de petits écussons.
Les arcs plein cintres réalisés au milieu du XIVe siècle sont de style roman et côtoient d'autres arcs en ogive dans le fond, qui sont de style gothique. On peut aussi apercevoir une petite tour qui constitue les restes du clocher, un grand arc très pur qui traverse l’église d’un mur à l’autre, des colonnes sans chapiteaux ou encore des fenêtres.
Un cloître classé Monument Historique et inscrit au Patrimoine Mondial de l'UNESCO (H2).

## Une marque de vins
Ces conditions sont idéales pour la fermentation et le bon vieillissement des bouteilles, lesquelles font l’objet d’un remuage quotidien pour suivre la lente évolution avant dégorgement des bouteilles. Le dosage en liqueur d’expédition et le bouchage par bouchons de liège marquent la dernière étape d’un long processus d’élevage de notre production qui, de la vigne au verre, fait l’objet de contrôles qualité drastiques d'œnologues.
Les Cordeliers produisent une dizaine de vins effervescents en blanc et en rosé, brut ou demi-sec. Ils sont élaborés à partir des cépages du Bordelais : Merlot, Sémillon, Cabernet Franc, Sauvignon, etc.
Il est possible de visiter les caves et galeries souterraines et découvrir ainsi les dessous de la cité médiévale de Saint-Émilion et de comprendre la méthode originale d’élaboration des vins effervescents.

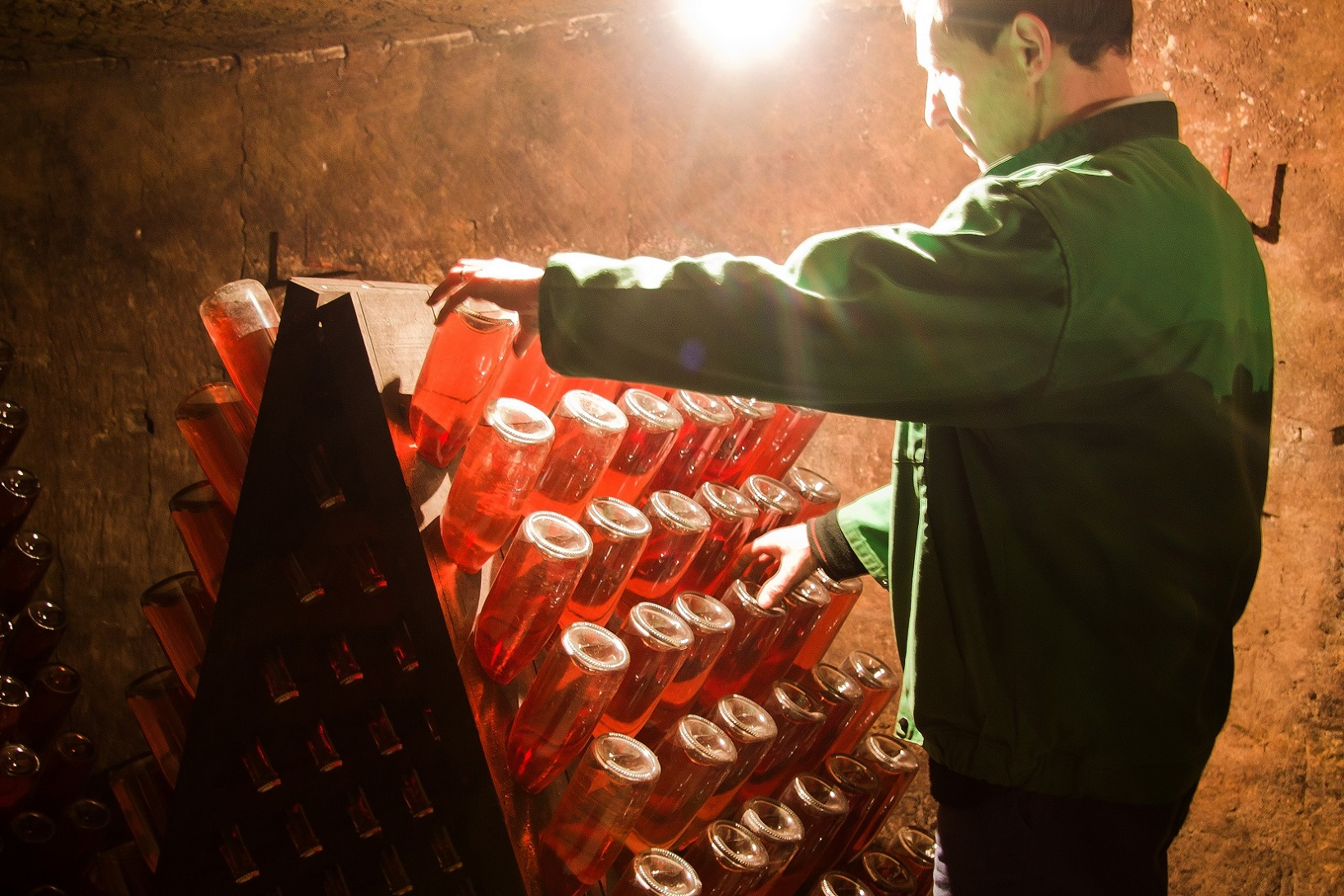
Remuage des bouteilles selon la méthode traditionnelle
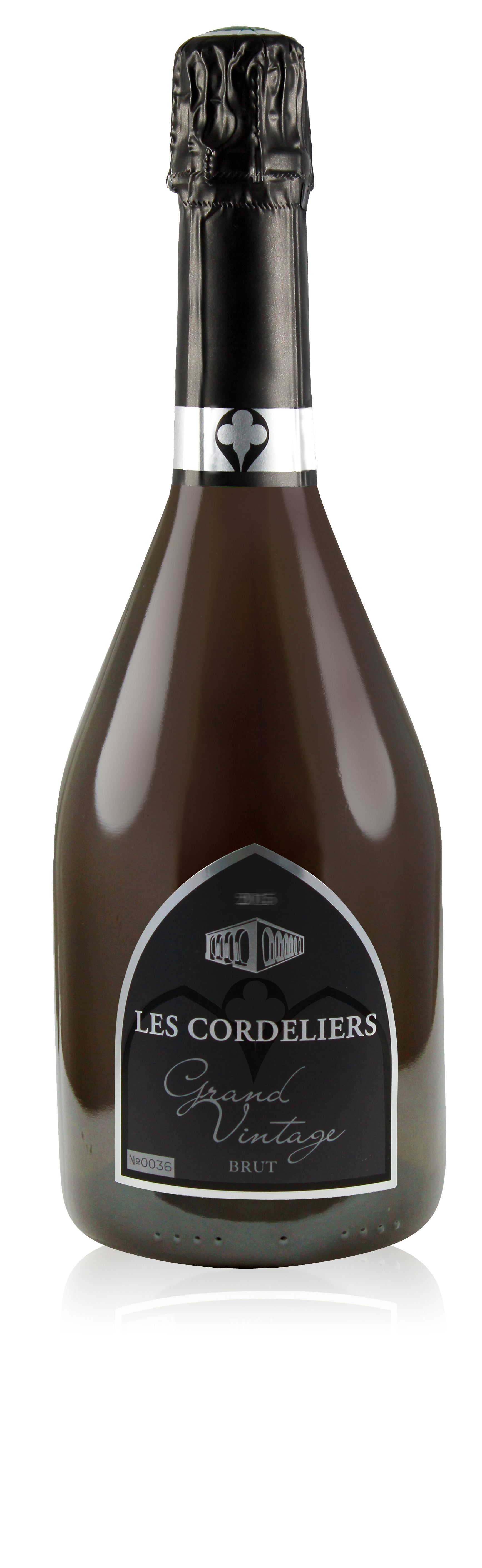
Grand Vintage Brut
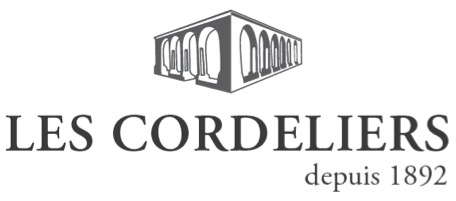
Logo du Cloître des Cordeliers
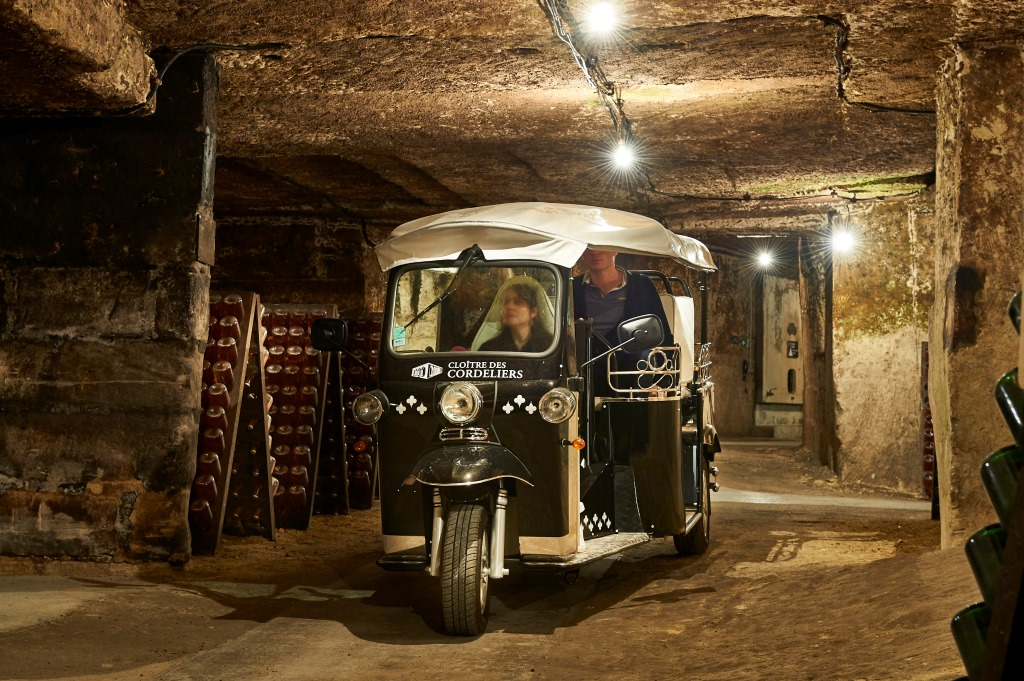
Les caves souterraines du Cloître Cordeliers en 2020